# Mass'oud Mirza Zell-e Soltan

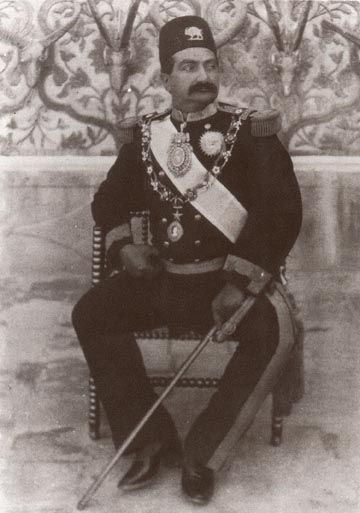

Mass'oud Mirza Zell-e Soltan luisterⓘ("Mass'oud Mirza de Schaduw van de Koning" (5 januari 1850 - 2 juli 1918) was een agnaat van het Huis der Kadjaren, de heersers van Perzië. Zijn bijnaam was "Yamin-al-Dowleh" wat "rechterhand van de regering" betekent. Hij was een sleutelfiguur in de Perzische politiek van zijn dagen.
Als oudste zoon van Shah Nasser-al-Din Shah en zijn echtgenote Efet-od-Dowleh broer van prins Kamran Mirza Nayeb es-Saltaneh en prins Mozzafar-al-Din Mirza die als Mozzafar-al-Din Shah zou regeren, was Mass'oud Mirza Zell-e Soltan desondanks uitgesloten van de troonopvolging. Zijn moeder stamde niet uit de clan der Kadjaren.
Hij was van 1872 tot 1907 gouverneur van Isfahan en daarn een jaar bestuurder van Fars. Mass'oud Mirza stierf in 1918 in Isfahan en werd in Mashhad bijgezet.

## Onderscheidingen
- Grootkruis in de Orde van de Leeuw en de Zon
- Grootkruis in de Orde van Neshan-e Aqdas
- Grootcommandeur Honorair in de Orde van de Ster van India
- Grootkruis in de Orde van de Zwarte Adelaar
- Ie Klasse in de Orde van de Rode Adelaar
- Grootkruis in de Orde van de Witte Adelaar
- Grootkruis in de Orde van het Legioen van Eer
- Drager van de Verheven Orde van de Eer van Turkije

## Nageslacht
Zell-e Soltan had 14 zonen en 11 dochters waaronder:
- Prins Soltan Hossein Mirza Jalal ed-Dowleh
- Prins Bahram Mirza Sardar Mass'oud (1885-24 maart 1916)
- Prins Akbar Mirza Sarem ed-Dowleh (1885-29 september 1975)
- Prins Esma'il Mirza Mo'tamed Dowleh (1887–1968)